# Comisia King-Crane
Comisia King-Crane a fost o investigație oficială a guvernului SUA în  vara anului 1919 cu privire la situația regiunilor ne-turce din fostul Imperiu Otoman. Obiectivul comisiei era informarea factorilor americani de decizie cu privire la situația populației din regiune și cu dorința acesteia de autodeterminare, în condițiile împărțirii a Imperiului Otoman și a sistemului mandatelor Ligii Națiunilor.  Comisia a vizitat Palestina, Siria, Libanul și Anatolia, a intervievat populația locală și a sugerat cele mai bune acțiuni pentru regiunile respective.
Activitatea comisiei a fost subminată încă de la începuturi de planurile colonialiste din partea Regatului Unit și a Franței, care semnaseră încă în timpul războiului un acord secret, de lipsa unei opinii publice puternice în zonele vizitate ca și de startul tardiv al activității comisiei și de întârzierile de pe parcurs. Conferința de Pace de la Paris din 1919 a hotărât în cele din urmă viitorul regiunii, mai înainte ca raportul comisiei să fie finalizat.

## Istoric
Înființarea comisiei a fost inițial propusă de către SUA ca un efort internațional pentru a determina dacă regiunea este pregătită pentru autodeterminare și dacă există vreo națiune vrea să acționeze ca putere mandatară a Ligii Națiunilor. Planul american s-a bucurat de un sprijin redus din partea altor puteri. Americanii și-au dat seama treptat că britanicii și francezii semnaseră deja niște acorduri secrete cu privire la viitorul regiunii, iar activitatea comisiei King-Crane nu ar fi făcut decât să le încurce socotelile. Datorită acestor fapte, comisia s-a bucurat doar de spijinul americanilor. Woodrow Wilson i-a ales pe Henry Churchill King, un teolog și amic al președintelui, și pe Charles R. Crane, un important sprijinitor al Partidului Democrat.
Eficiența comisiei a fost limitată de faptul că protecția membrilor era asigurată de armata britanică și de faptul că aceasta controla translatorii din teren, permițând astfel denaturarea opiniilor persoanelor intervievate în favoarea Regatului Unit și în defavoarea Franței. În ciuda tuturor greutăților, după o serie de discuții cu liderii locali, comisia a ajuns la concluzia că în regiune prima lor opțiune era independența, cea de-a doua era protectoratul american, urmată de cea a protectoratului britanic și, cea considerată cea mai proastă posibilitate, protectoratul francez.
Pe baza acestor interviuri, King a ajuns la concluzia că, deși Orientul Mijlociu „nu era încă gata” pentru independență, nici un guvern colonial nu ar servi în mod corespunzător interesele popoarelor din zonă. El a recomnadat în schimb ca americanii să ocupe regiunea, deoarece doar Statele Unite ar fi capabile să conducă popoarele către autoguvernare și independență. Din  notele personale ale lui King reiese că principalele sale preocupări erau legate de „moralitatea” unui curs corect al acțiunilor, nu neapărat temperat de politică sau pragmantism. Partidul Republican a recâștigat controlul în Senatul Statelor Unite ale Americii în 1918. Linia politică oficială a republicanilor era izolaționismul, ceea ce făcea orice imposibilă aventură militară sau ocupație militară americană în Orientul Mijlociu, chiar în condițiile în care britanicii sau francezii ar fi fost de acord.
Foreign Office doreau ca SUA sau Regatul Unit să administreze un mandat pentru Palestina și erau împotriva ca putere mandatară să fie desemnată Franța sau Italin.
Problema puterii mandatare a fost negociată între Lloyd George și Georges Clemenceau, lucru demonstrat de semnarea înțelegerii de la San Remo și a tratatului de la Sèvres. Ca o reflectare a înțelgerii dintre cele două puteri europene cu privire la soarta Orientului Mijlociu stau cuvintele lui Lloyd George, care aprecia că „prietenia Franței valorează cât zece Sirii". Franța a obținut controlul asupra Siriei, iar Regatul Unit asupra Mesopotamiei și Palestinei, în ciuda dorinței locuitorilor din zonă și a concluziilor Comisiei King-Crane.  În SUA, raportul comisiei a intrat în uitare, odată cu boala și moartea lui Wilson.

### Întârzierea publicării
Publicarea concluziilor comisiei trebuia să aibă loc până la semnarea de către Senatul SUA a Tratului de la Versailles, lucru care nu s-a întâmplat însă. Raportul Comisiei a fost publicat abia în 1922, după ce Senatul și Camera Reprezentanților au emis o rezoluție comună în favoarea stabilirii Căminului național evreiesc în Palestina, care corespundea liniilor generale stabilite de Declarația Balfour. Opinia publică americană a fost divizată după ce s-a aflat că majoritatea arabă ceruse un mandat american și o adunare legislativă aleasă în mod democratic.

## Siria și Palestina
Una dintre caracteristicile pentru care raportul este amintit și în zilele noastre este declarația sceptică cu privire la viabilitatea unui stat evreiesc în Siria. Logica declarațiilor comisiei era ghidată de ideea respectării autodeterminării. Comisia era în favoarea unei idei „maximaliste” cu privire la Siria, (care ar fi cuprins Siria, Israelul, Palestina, Iordania și Fâșia Gaza), și sublinia că majoritatea sirienilor era împotriva formării unui stat evreiesc. De aceea, singura cale pentru înființarea unui stat evreiesc viabil era cea militară. Soluția militară era exact opțiunea pe care comisia dorea să o evite, așa că era împotriva ideii fondării Israelului, apreciind că sioniștii urmăreau „o deposedare practic completă a locuiorilor din Palestina, care sunt în prezent ne-evrei”. Membrii comisiei au considerat că nu ar fi fost nepotrivit ca evreii să se stabilească în Palestina și să locuiască aici tot așa cum făceau deja evreii sirieni, dar ei subliniau că inființarea statului evreiesc ar fi fost urmată de cele mai grave încălcări ale drepturilor civile și religioase a populației palestiniene ne-evreiască.
În locul unui stat evreiesc, comisia spera ca viitorul să permită dezvoltarea Siriei pe principii liberale și democrate, care să protejeze drepturile minorităților. În ciuda faptului că membrii comisiei au reușit să convingă o serie de lideri educați și seculari sirieni Istoricul James Gelvin apreciază chiar că eforturile comisiei au slăbit poziția elitelor pro-occidentale din Siria, ca dovadă fiind faptul că cererile acestora pentru independența totală nu au influențat în niciun fel rezultatele negocierilor de pace. Ca urmare, Siria a trecut sub „mandatul” Franței, iar elitele siriene au fost ori îndepărtate de la putere, ori au trecut în subordinea autorităților franceze. După părerea aceluiași istoric, mandatul francez nu a făcut decât să întârzie dezvoltarea democrată a Siriei.

## Armenia
Comisia a luat în discuție și problema înființării unui stat independent armenesc. Comisia a ajuns la concluzia că trebuie sprijinită fondarea Armeniei. Deși s-a spus că faptul că armenii erau creștini a fost în favoarea deciziei comisiei, argumentele folosite pentru justificarea ideii unei Armenii independente au fost foarte asemănătoare cu cele folosite la sfârșitul celui de-al doilea Război Mondial pentru fondarea Israelului. Raportul comisiei sublinia că armenii au suferit enorm în timpul genocidului, ceea ce i-ar fi împiedicat să mai aibă încredere că statul turc le-ar putea respecta drepturile naționale.